# Горни-Давидовичи
Горни-Давидовичи (серб. Горњи Давидовићи / Gornji Davidovići) — село в общине Билеча Республики Сербской Боснии и Герцеговины. Население составляет 19 человек по переписи 2013 года.